# كونستانس إليزابيث دارسي
كونستانس إليزابيث دارسي (بالإنجليزية: Constance Elizabeth Darcy)‏ هي طبيبة التوليد والنساء وطبيبة أسترالية، ولدت في 1 يونيو 1879 في Rylstone, New South Wales ‏ في أستراليا، وتوفيت في 25 أبريل 1950 بسبب مرض.